# Андре Лот
Андре Лот (фр. Andre Lhote; Бордо, 5. јул 1885 — Париз, 24. јануар 1962) био је француски сликар и присталица кубизма. Његово учење и списи значајно су утицали на многе аргентинске, британске, естонске, пољске, америчке, српске, француске и холандске уметнике.